# Charlecote
Charlecote – wieś i civil parish w Anglii, w Warwickshire, w dystrykcie Stratford-on-Avon. W 2011 roku civil parish liczyła 194 mieszkańców. Charlecote jest wspomniana w Domesday Book (1086) jako Cerlecote.